# Julien Havet
Pour les articles homonymes, voir Havet.
Julien-Pierre-Eugène Havet est un historien français, spécialiste de l'époque mérovingienne, né le 4 avril 1853 à Vitry-sur-Seine et mort le 19 août 1893 à Saint-Cloud.

## Biographie
Il est le fils de l’historien Ernest Havet et de Lucile Bourdon, le frère du latiniste Louis Havet et l'époux de Marguerite-Éléonore-Marie-Émilie Marie de Saint-Georges, fille de Thomas-Émile-Alban Marie de Saint-Georges (1824-1903), receveur Général des Finances et Régent de la Banque de France.
Il étudie à l'École nationale des chartes où il rédige une thèse sur La justice royale dans les îles normandes (Jersey, Guernesey, Auregny, Serk), depuis le XIIIe siècle jusqu'à nos jours (1876) et à l'École pratique des hautes études puis devient conservateur à la Bibliothèque nationale.
Il poursuit cependant ses premières études et devient un des principaux spécialistes de l'époque mérovingienne.
Il est inhumé avec son père au cimetière Montmartre, 18e division, sous le pont Caulaincourt.

## Œuvres
- Les Cours royales des îles normandes, Paris, H. Champion, 1878 (troisième médaille du concours des antiquités de la France en 1878, Académie des inscriptions et belles-lettres)
- Questions mérovingiennes, Paris, H. Champion, 1885-1890 (les deux premières parties de ce recueil d'études, parues dans la Bibliothèque de l'École des chartes en 1885 et 1887, ont été distinguées par l'Académie des inscriptions et belles-lettres, qui leur a attribué le prix Delalande-Guérineau en 1887[1])
- Julien Havet, Œuvres de Julien Havet (1853-1893), t. 1. Questions mérovingiennes, Ernest Leroux éditeur, 1896, XXI & 456.
- Julien Havet, Œuvres de Julien Havet (1853-1893), t. 2. Opuscules divers, Ernest Leroux éditeur, 1896, 525 p..